# Enric III de Castella
Enric III de Castella, dit el Malalt (Burgos, 1379 - Toledo, 25 de desembre de 1406), fou príncep d'Astúries (1388-1390) i rei de Castella (1390-1406).

## Orígens familiars
Primer fill de Joan I de Castella i la seva primera esposa Elionor d'Aragó, va néixer a Burgos el 4 d'octubre de 1379. Fou germà del també rei Ferran I d'Aragó, que fou escollit rei d'Aragó el 1412 després del Compromís de Casp i quan Enric III ja havia mort.

## Ascens al tron
Abans de ser elevat al tron va ostentar el títol de Príncep d'Astúries, càrrec creat per a ell el 1388 i que a partir d'aquest moment serà el títol designat a l'hereu reial. Succeí el seu pare al tron de Castella i Lleó el 1390, però no va assumir el poder efectiu fins al 2 d'agost de 1393, a l'edat de 13 anys, després d'un tumultuós període de canvis en la regència.
Va poder pacificar a la noblesa i restaurar el poder reial, amb el suport dels nobles de segona fila i desplaçant així els seus parents més poderosos (com Alfons Enríquez i Elionor de Navarra). Derogà privilegis abans concedits a les Corts de Castella, com l'alcabala i el dret a assistir al Consell Reial, impulsà la figura dels corregidors a les ciutats, i sanejà l'economia del Regne de Castella. Així mateix, disminuí les persecucions contra els jueus promulgant diversos edictes contra la violència, que havia sigut particularment greu en 1391.
El 1395 es produeix la Destrucció de Gijón, que acaba amb la revolta d'Alfonso Enríquez

## Política exterior
Durant el seu regnat, la flota castellana va obtindre diverses victòries contra els anglesos; el 1400 va enviar una flota de guerra que va destruir la base pirata de Tetuan, a l'Àfrica del Nord. El 1402 va començar la colonització de les Illes Canàries, enviant a l'explorador francés Jean de Béthencourt.
Va aturar una invasió portuguesa, iniciada el 1396 amb un atac a Badajoz, consolidant finalment la pau amb l'acord firmat amb Joan I de Portugal el 15 d'agost de 1402.
Va donar suport a les pretensions pontifícies del Papa Benet XIII d'Avinyó i va reprendre la campanya contra el Regne de Granada, aconseguint una important victòria a Collejares, prop d'Úbeda el 1406, encara que no va poder completar-la al sobrevenir-li la mort. També va enviar a dues ambaixades davant de Tamerlà, la primera encapçalada per Hernán Sánchez de Palazuelos i la segona per Ruy González de Clavijo, amb l'objectiu de formar una aliança contra l'imperi Otomà.

## Tractat de Baiona
El 1388, i en virtut del Tractat de Baiona, es va concertar el seu casament amb Caterina de Lancaster, filla de Joan de Gant, duc de Lancaster, i Constança de Castella. Aquesta última era filla de Pere I el Cruel i neboda del seu avi Enric II de Castella. Això va permetre culminar el conflicte dinàstic, refermar la Casa de Trastàmara, i establir la pau entre el Regne d'Anglaterra i el Regne de Castella.

## Núpcies i descendents
El 1393 es casà a la catedral de Madrid amb Caterina de Lancaster, filla de Joan de Gant i Constança de Castella. D'aquesta unió nasqueren:
- la infanta Maria de Castella (1401-1458), casada el 1415 amb el seu cosí Alfons V d'Aragó
- la infanta Caterina de Castella (1403-1439), casada el 1420 amb Enric I d'Empúries
- l'infant Joan II de Castella (1405-1454), rei de Castella

Enric III va morir el 25 de desembre de 1406 a l'edat de 27 anys. Amb la seua salut afectada, els últims anys ja havia delegat part del poder efectiu en el seu germà Ferran d'Antequera. A la mort del rei, i davant la minoria d'edat del seu fill, Ferran d'Antequera i Caterina de Lancaster actuaren de regents.